# Deutsche Fechtmeisterschaften 1940
In den Deutschen Fechtmeisterschaften 1940 wurden Einzelwettbewerbe im Herrenflorett, Herrendegen und Herrensäbel ausgetragen. Bei den Damen gab es nur einen Wettbewerb im Florett. Mannschaftsmeisterschaften gab es in diesem Jahr keine. Die Meisterschaften wurden vom Deutschen Fechter-Bund organisiert.

## Herren

### Florett (Einzel)
| Platz | Sportler           | Verein      |
| ----- | ------------------ | ----------- |
| 1     | Richard Liebscher  | SG Berlin   |
| 2     | Kurt Wahl          | MTV München |
| 3     | Albin von Nordheim |             |

### Degen (Einzel)
| Platz | Sportler      | Verein     |
| ----- | ------------- | ---------- |
| 1     | Kurt Knöbel   | SG Dresden |
| 2     | Otto Schröder | SG Berlin  |
| 3     | Erwin Kroggel | SG Berlin  |

### Säbel (Einzel)
| Platz | Sportler                        | Verein    |
| ----- | ------------------------------- | --------- |
| 1     | Hervarth Frass von Friedenfeldt | SG Berlin |
| 2     | Richard Liebscher               | SG Berlin |
| 3     | Josef Losert                    | SG Berlin |

## Damen

### Florett (Einzel)
| Platz | Sportler           | Verein              |
| ----- | ------------------ | ------------------- |
| 1     | Lilo Allgayer      | Fechtclub Offenbach |
| 2     | Leni Höfer-Oslob   | TSV 1867 Leipzig    |
| 3     | Felicitas Dietrich | TG Berlin           |